# فين كريستنسن (سياسي)
فين كريستنسن (بالنرويجية البوكمول: Finn Kristensen)‏ هو سياسي نرويجي، ولد في 24 يوليو 1936 في النرويج. حزبياً، نشط في حزب العمال.

## مناصب
- انتخب Minister of industry  [لغات أخرى]‏ (4 فبراير 1981 – 14 أكتوبر 1981).
- انتخب Minister of industry  [لغات أخرى]‏ (9 مايو 1986 – 1988).
- انتخب وزير التجارة والصناعة ‏ (1988 – 16 أكتوبر 1989).
- انتخب Minister of Energy (Norway) [الإنجليزية]‏ (3 نوفمبر 1990 – 7 أكتوبر 1993).
- انتخب عضو برلمان النرويج  [لغات أخرى]‏.